# Declaración de Independencia de Albania
La Declaración de Independencia de Albania (en albanés: Deklarata e Pavarësisë) fue la declaración de independencia de Albania del Imperio Otomano. La Albania independiente fue proclamada en Vlorë el 28 de noviembre de 1912. Seis días después, la Asamblea de Vlorë formó el primer Gobierno de Albania, dirigido por Ismail Qemali y el Consejo de Ancianos (Pleqnia).
El éxito de la revuelta albanesa de 1912 envió una fuerte señal a los países vecinos de que el Imperio Otomano era débil. El Reino de Serbia se opuso al plan de un Vilayato albanés, prefiriendo una partición del territorio europeo del Imperio Otomano entre los cuatro aliados balcánicos. Los aliados de los Balcanes planearon la partición del territorio europeo del Imperio Otomano entre ellos y, mientras tanto, se acordó que el territorio conquistado durante la Primera Guerra de los Balcanes tuviera el estatus de Condominio. Ésa fue la razón por la que Ismail Qemali organizó un Congreso Pan-Albanés en Vlorë.

## Trasfondo
Antecedentes
En la década de 1870, las reformas de la Sublime Puerta destinadas a frenar la desintegración del Imperio Otomano habían fracasado. La imagen del yugo turco se había fijado en las mitología y psiquis nacionalistas de los pueblos balcánicos del imperio y su marcha hacia la independencia se aceleró. Los albaneses, debido al mayor grado de influencia islámica, sus divisiones sociales internas y el temor de perder sus territorios de habla albanesa ante los emergentes Serbia, Montenegro, Bulgaria y Grecia, fueron los últimos pueblos balcánicos en desear la División del Imperio Otomano. Con el surgimiento del Despertar Nacional Albanés, La formación de una conciencia nacional albanesa se remonta a finales del Siglo XIX, y es parte del fenómeno más amplio del surgimiento del nacionalismo bajo el Imperio otomano, ya que los albaneses recuperaron un sentido de condición de Estado y participaron en la resistencia militar contra el Imperio Otomano, además de instigar un renacimiento literario masivo. Los emigrados albaneses en Bulgaria, Egipto, Italia, Rumania y Estados Unidos apoyaron la redacción y distribución de libros de texto y escritos albaneses.
Los acontecimientos más importantes de este período fue el establecimiento del Comité Central para la Protección de los Derechos del Pueblo Albanés en Estambul, en mayo de 1877, que desempeñó un papel clave en la formación de la Liga de Prizren en 1878, que posteriormente, le siguió el Congreso de Berlín.
Las revueltas albanesas en 1912 mostraron la decadencia del Imperio Otomano, ofreciendo una señal de fuerza a los demás países vecinos. El Reino de Serbia se opuso al establecimiento de un valiato para Albania proponiendo como alternativa la partición del territorio europeo del Imperio en lo que se conoce como Rumelia entre los cuatro estados balcánicos. Estos acordaron repartirse los territorios conquistados durante la Primera Guerra de los Balcanes como condominio. Sin embargo, los líderes albaneses, entre los que se encontraba Ismail Qemali, organizaron un congreso proalbanés en Vlorë.

## Asamblea de Vlorë
Qemali regresó a Albania y contó con el apoyo del Imperio Austrohúngaro. El político albanés se dirigió como máximo representante de la asamblea nacional con el objetivo de declarar la independencia. Esta declaración fue más teórica que práctica puesto que Vlorë era la única localidad albanesa regida por los organismos otomanos. 
Aunque fue reconocida de facto el 17 de diciembre de 1912 en la Conferencia de Embajadores de Londres, no fue hasta el 29 de julio del año siguiente cuando fue reconocida de iure tras la segunda guerra de los Balcanes. Con la solución al conflicto de Shkodër, la Comunidad Internacional accedió a reconocer a Albania como estado soberano y neutral.

### Declaración de independencia
La asamblea estuvo formada por 83 líderes. La firma por la que se establecería un nuevo estado estuvo redactado en albanés y turco: 

En Vlorë. Desde el día 15 al 28 de noviembre. El Presidente Ismail Kemal Bey, quien expone los retos a los que Albania debe hacer frente a partir de hoy, sanciona que todos los miembros han decidido por unanimidad que Albania debe seguir su camino en libertad.

### Símbolos nacionales
Aquel mismo día, Qemali izó la primera bandera nacional en el balcón del ayuntamiento de Vlorë ante la presencia de centenares de ciudadanos.

### Gobierno
El 4 de diciembre de 1912, la Asamblea de Vlorë formó el primer Gobierno de la Albania independiente presidida por Qemali. También se fundó un Consejo de Sabios (Pleqësia) con el objetivo de ayudar al Gobierno en sus funciones. Se acordó otorgar grandes poderes al Gobierno nacional al tiempo que desapareció el Gobierno Provisional tras el reconocimiento internacional.